# Juan Carlos Lomónaco
Juan Carlos Lomónaco (1969) Uno de los directores de orquesta más importantes de su generación, debutó a los 23 ańos con la Orquesta Sinfónica Nacional de México y desde entonces ha dirigido más de 60 orquestas en 20 países. Director titular de la Orquesta Sinfónica de Yucatán, del 2009-2023.
Entre su experiencia está las Orquesta y Coros Nacionales de Espańa, ADDA Sinfónica, Orquesta de Murcia, Córdoba, Orquesta de la Toscana, Orquesta Simón Bolívar, Teatro de Bellas Artes, Filarmónica de la UNAM. El repertorio y versatilidad de Lomónaco le han permitido dirigir tanto ópera, como ballet, música sinfónica y música de cámara. 
Muchos solistas eminentes han actuado bajo su batuta: Juan Diego Flórez, Alexei Volodin, Erika Dobosiewicz, Vadim Brodsky, Jorge Federico Osorio, Carlos Prieto, Fernando de la Mora, Cuarteto Latinoamericano, y el grupo de arte francés Zoyd, entre otros.
Recientemente fue designado como director artístico de la Orquesta Sinfonica de la Universidad de Guanajuato a partir de la primera temporada del 2025.

## Educación
Lomónaco  se graduó en el Instituto de Música Curtis, donde estudió dirección de orquesta con Otto-Werner Muller. También estudió con Charles Bruck en la Escuela Pierre Monteux  así como con Enrique Diemecke y Marc David.
Ha participado en foros internacionales como el Festival Lírico Internacional de San Lorenzo de El Escorial, España; el Festival de Música Contemporáneo de Treviso, Italia; el Festival Internacional Cervantino de Guanajuato, en el Festival Internacional de la Ciudad de México, para nombrar unos cuantos. También, ha sido jurado en competiciones musicales en Hungría, Francia y Turquía: "El Canetti Competición de Violín Internacional"